# Luigi XIV (arredamento)
Lo Stile Luigi XIV negli arredi è caratterizzato da forme massicce e simmetriche e da sontuose decorazioni. Il Re Sole, che anche nell'arredamento faceva sfoggio di pompa e di fasto, lo volle improntato a grandiosità e pretese rigore formale nell'esecuzione. Gli interni della residenza reale di Versailles condizionarono gli arredi delle dimore delle case regnanti e dei palazzi nobiliari europei. La grande novità è rappresentata dai mobili intarsiati da André-Charles Boulle, autore di un testo di ebanisteria.

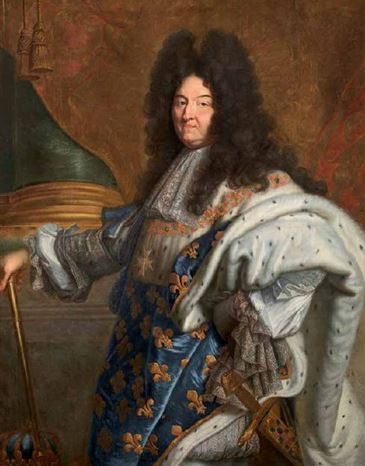
Rigaud, Louis XIV

## Storia
Luigi XIV - che salì al trono nel 1643 e regnò fino alla morte, nel 1715 - volle uno stile proprio, sempre riconoscibile, originale e autonomo. Ordinò arredi, sculture, dipinti, opere architettoniche; ideò innovativi abiti, ricchi di trine e di passamanerie, introdusse anche un nuovo cerimoniale, per cui impose all'aristocrazia di abitare stabilmente a Versailles e di partecipare a feste e a cerimonie laiche.
Jean-Baptiste Colbert, per realizzare i desideri di Luigi XIV, nel 1662 creò la "Manifacture royale des meubles de la couronne", con sede nella Manifattura dei Gobelins, dove già si producevano arazzi finissimi. Fu lì impiegato uno stuolo di scultori, di disegnatori, di doratori, di falegnami, di ebanisti, di tappezzieri, di orafi, tutti sotto la direzione del pittore Charles Le Brun. Alla realizzazione dello stile Luigi XIV contribuì l'architetto e incisore Jean Bérain, noto in particolare per aver introdotto in Francia il gusto per l'arte cinese.

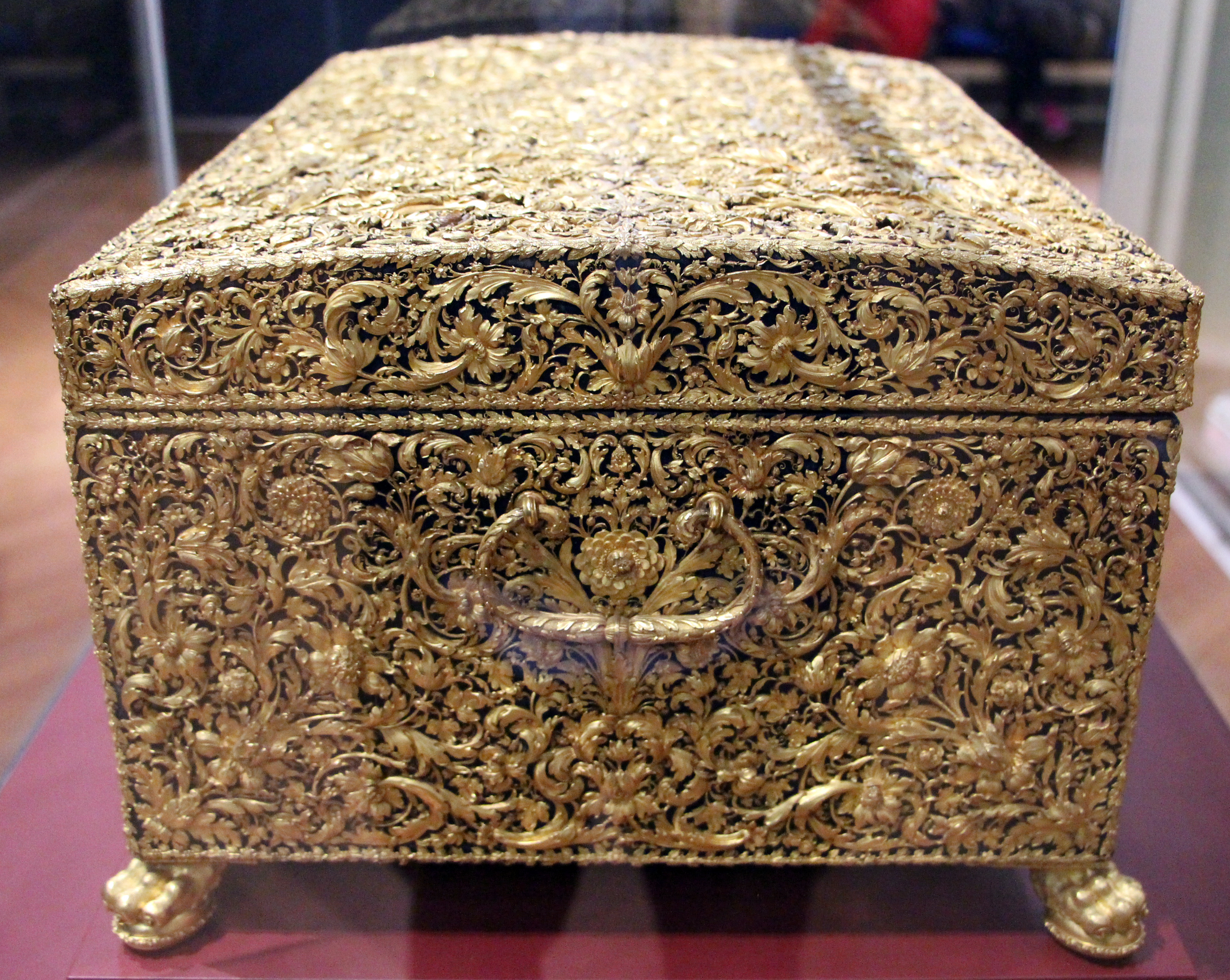
Jacob Blanck, cofanetto per pietre preziose di Luigi XIV, oro su legno di quercia, 1676

### Caratteri
Così ricco di bronzi e d'intarsi, costruito sull'esempio delle forme architettoniche del tempo, il mobile in stile Luigi XIV ha bisogno di una struttura di base, realizzata in un legno compatto e resistente, come il noce e il rovere. A volte i mobili sono poi dipinti o dorati, a volte sono invece placcati con legni, come il bosso, il mandorlo, il sicomoro, l'ebano. Ricche di effetti cromatici sono le lavorazioni a marqueterie Boulle, un intarsio di sfoglie di materiale corneo (guscio di tartaruga, madreperla, osso) alternato a lamine sagomate di ottone, o d'argento, o di bronzo dorato. Boulle ha anche utilizzato disegni del pittore, incisore e decoratore Jean Berain (1640–1711) e come collaboratori ha avuto i cesellatori italiani F. Caffieri e D. Cucci. L'intarsio Boulle è usato soprattutto per impreziosire i cabinets. 
L'impianto decorativo del mobile utilizza un infinito repertorio di motivi, alcuni ricavati dalla tradizione classica: è ricco di teste femminili, di chimere, di foglie d'acanto, di figure di fauni, di frutta e fiori, di teste e zampe di leone, di grifoni e delfini; ma anche di tralci di vite, di festoni e drappeggi, di mascheroni e grottesche, di scimmie e cineserie.
Tavoli e consoles, in legno dorato e intarsiato, hanno maestose proporzioni, decori massicci e le loro gambe sono unite da una traversa a forma di X; il piano rettangolare, in marmo pregiato (breccia corallina, giallo di Siena) o in alabastro, è sostenuto da un sotto-piano, sottolineato da un mascherone o da altro motivo decorativo centrale.

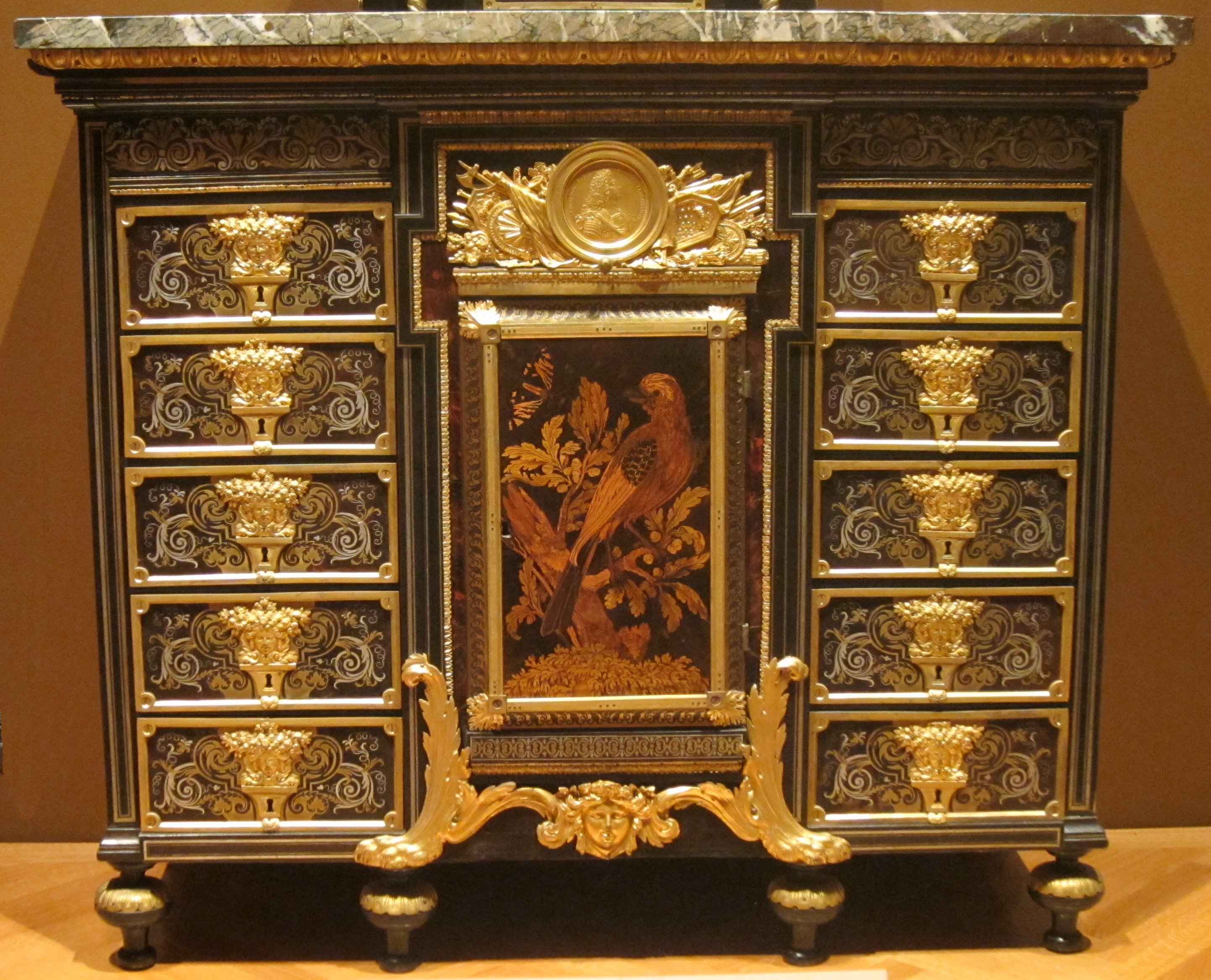
Cabinet in ebano, metallo e tartaruga di André-Charles Boulle, ca 1690 (Cleveland Museum of Art)

Nel periodo della Reggenza della regina madre Anna (1643–1661) inizia la produzione del bureau Mazarin (derivazione dal cognome del cardinale Giulio Mazzarino) che è una scrivania con due serie di cassetti ai lati e il vano centrale, sostenuta da otto gambe riunite, a quattro a quattro, a mezzo di traverse a forma di H o di X. Il bureau plat, successivo, è invece un grande tavolo da centro, intarsiato e impreziosito da bronzi scolpiti e cesellati, con le gambe ricurve, il piano ricoperto di pelle e i cassetti posizionati nella fascia sotto-piano.
A Versailles grandi specchiere sono poste sopra le consoles. I letti, dalla struttura in legno, sono interamente nascosti da stoffe e dotati di un baldacchino fastoso che serve anche a proteggere dai rigori invernali. Le sedie, con le gambe a X, hanno i braccioli e gli schienali imbottiti e ricoperti di damasco, di velluto, di fine broccato, di cuoio stampato. Sedie e poltrone sono comode e confortevoli (più delle panche del periodo precedente), ma sono imponenti come troni. Hanno lo schienale alto e a volte profilato da intarsi, imbottiture fissate da chiodi a testa di bronzo e rifinitura di ricche passamanerie. I braccioli, curvi e terminanti a riccio, sono imbottiti e coperti da stoffe pesanti e preziose; i piedi sono a bulbo schiacciato, o a zampa di leone e le gambe sono unite da traversa.
La commode - un tipo di mobile inventato alla fine del Seicento, in alternativa al cabinet - è un cassettone a tre cassetti, di forma compatta, squadrata. Finemente intarsiata, la commode ha il ripiano in marmo o in legno. Sul far del Settecento compare la decorazione curva a rocailleː una anticipazione dello stile Luigi XV. La linea curva contagia le gambe che diventano a S, nei bureaux come nelle consoles. Le gambe sono sempre unite da traverse. Bronzi dorati al mercurio sono applicati agli angoli e ai piedi (scarpetta). Di bronzo sono anche le pesanti maniglie.

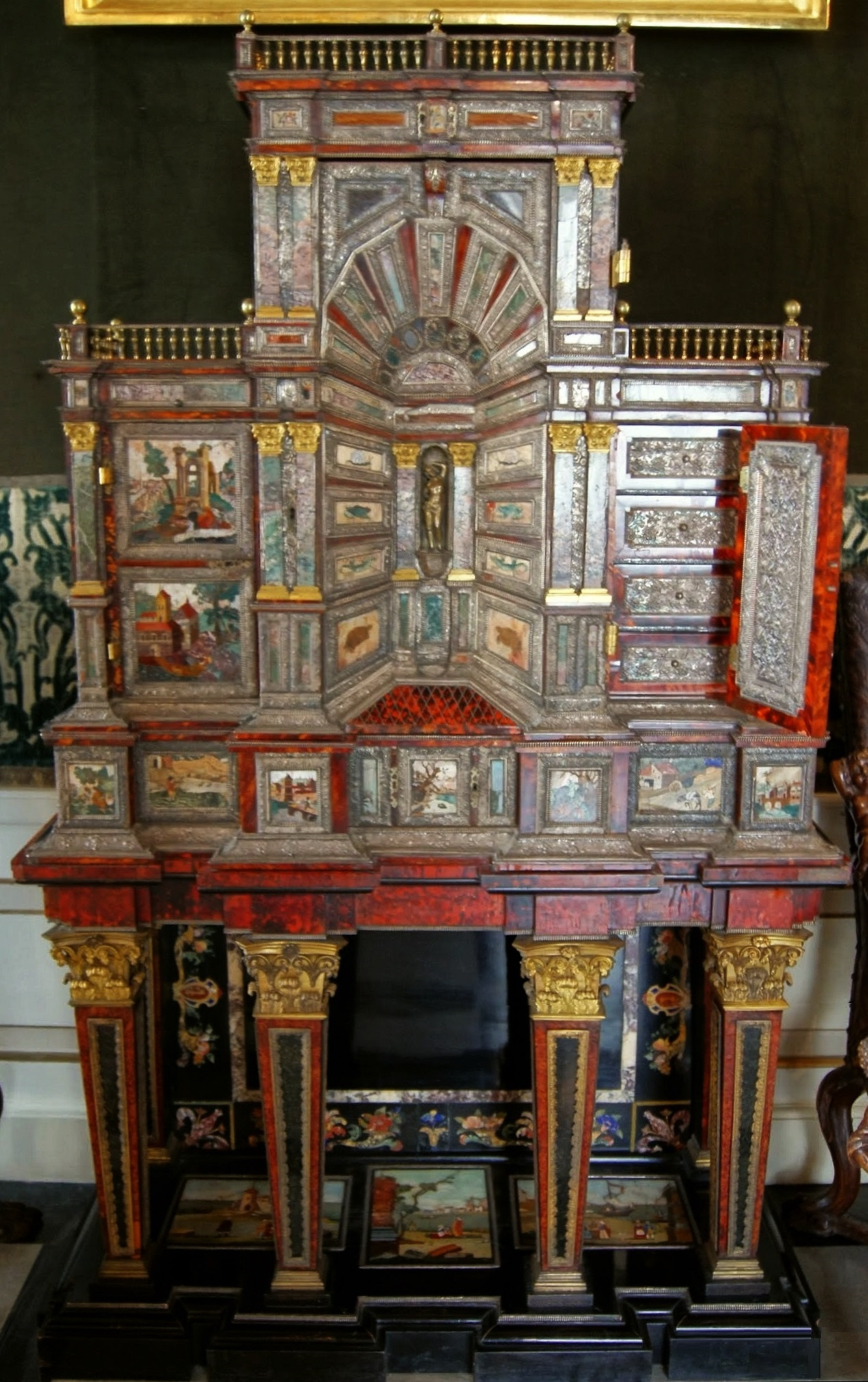
Firenze, cabinet con pietre dure

### In Italia
L'arredamento in stile Luigi XIV ha avuto in Italia straordinari interpreti. Lo scultore bellunese Andrea Brustolon ha lasciato nelle chiese, soprattutto in Veneto, cori e altari finemente intagliati e per le dimore patrizie ha realizzato seggioloni-troni con complessi motivi ornamentali. Un esempio di questa sua rara arte scultorea è rappresentato dai 12 seggioloni con i segni zodiacali, conservati al palazzo del Quirinale. A Firenze furono realizzati ricchi cabinets, incrostati di pietre dure - come lapislazzulo e malachite - di ebano, tartaruga e marmi rari e rifiniti con bronzi dorati. In Italia si producono mobili di uso più comune, in noce e in quercia, secondo tipologie presenti in epoche anterioriː stipi, canterani, cassapanche, inginocchiatoi.

### Il mercato antiquario
Per la fastosità e per le dimensioni davvero ingombranti, i mobili in stile Luigi XIV poco si adattano alle abitazioni di oggi e questi arredi in genere sono poco offerti dal mercato. Si fa eccezione per le cornici dorate a foglia e per le specchiere - oggi utilizzate senza relativa console - e soprattutto per singoli oggetti, come gli orologi e i candelabri che spesso si trovano montati a lume.